# لاچنو
لاچنو (به ایتالیایی: Laceno) یک منطقهٔ مسکونی در ایتالیا است که در باگنولی ایرپینو واقع شده‌است. لاچنو ۳۰۰ نفر جمعیت دارد و ۱٬۰۵۰–۱٬۰۹۰ متر بالاتر از سطح دریا واقع شده‌است.